# Natalija Raczynska
Natalija Wołodymyriwna Raczynska, ukr. Наталія Володимирівна Рачинська (ur. 14 sierpnia 1970) – ukraińska piłkarka i sędzia piłkarski.

## Kariera piłkarska
Jako dziecko uprawiała lekką atletykę. karierę piłkarską rozpoczęła w składzie Dynama Kijów. Była powoływana do różnych zespołów kobiecych ZSRR. W 1991 roku, po udanych meczach towarzyskich we Francji, została zaproszona do Toulouse FC. Po urodzeniu syna w drugiej połowie lat 90. próbowała wrócić do rozgrywek piłkarskich, ale ze względu na niski poziom ukraińskiej piłki nożnej zrezygnowała z tego pomysłu. Rozpocząć karierę trenerską nie chciała, więc postanowiła spróbować swoje siły w arbitrażu.

## Kariera sędziowska
W 2000 roku rozpoczęła sędziować mecze ligi regionalnej, dwa lata później została powołana do sędziowania gier w zawodach juniorskich i amatorskich w skali kraju, a w 2003 roku zadebiutowała na profesjonalnym poziomie, w roli asystenta sędziego w meczach Drugiej ligi. Od 2007 roku sędziowała mecze Pierwszej ligi. Po raz pierwszy w meczach Premier-lihi pracowała 20 marca 2011 pomiędzy Metałurhiem Zaporoże a Tawriją Symferopol. Jako sędzia kategorii asystent arbitra FIFA sędziowała mecze piłkarskie na Ukrainie do 46 lat. W styczniu 2017 ogłosiła o zakończeniu kariery sędziowskiej.